# Rebecca Long Bailey
Rebecca Long Bailey ou Long-Bailey, née le 22 septembre 1979 dans le district métropolitain de Trafford dans le nord-ouest de l'Angleterre, est une femme politique britannique.

## Biographie
Elle naît dans une famille de la classe ouvrière : son père est docker et syndicaliste. Ses parents sont d'origine irlandaise. Elle étudie le droit, et devient solliciteure (avocate).
Elle est élue pour la première fois députée de la circonscription de Salford and Eccles à la Chambre des communes lors des élections législatives du 7 mai 2015, représentant le Parti travailliste. Le 27 juin 2016, elle est nommée secrétaire en chef du Trésor dans le cabinet fantôme du Parti travailliste, dirigé par Jeremy Corbyn.
Proche de Jeremy Corbyn, elle défend avec celui-ci une ligne axée sur l'opposition aux politiques d'austérité, pour la justice sociale et les services publics. Elle propose également un repositionnement sur un « patriotisme progressiste » lié à une tradition internationaliste, citant l’exemple des ouvriers du textile du Lancashire en grève en 1862 pour ne pas avoir à toucher le coton produit de l’esclavage dans le sud des États-Unis. 
Candidate à l'élection à la direction du Parti travailliste de 2020, elle fait de l’objectif de neutralité carbone en 2030 pour le Royaume-Uni une priorité. Elle termine en deuxième position et devient après la victoire de Keir Starmer secrétaire d'État à l'Éducation du cabinet fantôme.
Elle est évincée du cabinet fantôme en juin 2020 à la suite d'accusations d’antisémitisme. Elle avait partagé sur les réseaux sociaux une interview de l'actrice Maxine Peake, consacrée pour l'essentiel à son soutien au Labour, dans laquelle elle assimilait la technique policière américaine du genoux sur la nuque (à l'origine de la mort de George Floyd) à une spécialité des services de renseignement israéliens. Keir Starmer dénonce une « théorie conspirationniste antisémite » et décide de sanctionner Rebecca Long Bailey.

## Résultats électoraux

### Chambres des communes
| Élection          | Circonscription    | Parti | Parti        | Voix   | %    | Résultats |
| ----------------- | ------------------ | ----- | ------------ | ------ | ---- | --------- |
| Générales de 2015 | Salford and Eccles |       | Travailliste | 21 364 | 49,4 | Élue      |
| Générales de 2017 | Salford and Eccles |       | Travailliste | 31 168 | 65,6 | Élue      |
| Générales de 2019 | Salford and Eccles |       | Travailliste | 28 755 | 56,8 | Élue      |
| Générales de 2024 | Salford            |       | Travailliste | 21 132 | 53,2 | Élue      |